# (3549) Hapke
(3549) Hapke est un astéroïde de la ceinture principale.

## Description
(3549) Hapke est un astéroïde de la ceinture principale. Il fut découvert le 30 décembre 1981 à la station Anderson Mesa par Edward L. G. Bowell. Il présente une orbite caractérisée par un demi-grand axe de 2,76 UA, une excentricité de 0,17 et une inclinaison de 7,6° par rapport à l'écliptique.

## Compléments